# 王维新 (明朝)
王维新（生年不詳—卒年不詳），浙江嘉興縣人，明朝政治人物。举人出身。

## 生平
萬曆三十一年（1603年），王维新中式順天鄉試舉人。知光化縣，擢南京主事。崇祯年间初為福建延平府知府。